# Mercedes-Benz W 142
Der Mercedes-Benz Typ 320 wurde 1937 als Nachfolger des Typ 290 vorgestellt. Bis 1942 lieferte Daimler-Benz insgesamt 6861 Fahrzeuge aus, davon 1764 Kübelsitzwagen. Die Langversion bekam die einfache Typenbezeichnung ohne Zusatz, die Modelle mit kürzerem Radstand wurden durch ein angehängtes „N“ in Groß- oder Kleinschreibung gekennzeichnet.

## Typ 320 N (Baumuster W 142 I, 1937–1938)
Der Wagen wurde auf dem kurzen Fahrgestell des Typ 290 gebaut. Seine Karosserie ist etwas länger und breiter als die seines Vorgängers. Der Wagen hat einen seitengesteuerten Sechszylinder-Reihenmotor mit 3208 cm³ Hubraum und 78 PS (57 kW). Er hat ein voll synchronisiertes Vierganggetriebe. Das Fahrwerk entspricht mit Pendelachse hinten und einer Vorderachse mit einer Querblattfeder und Schraubenfedern ebenfalls dem Typ W 18. Als Werkskarosserien standen neben dem Fahrgestell das Cabriolet A und ein Coupé zur Wahl. Der Kühlergrill war nun etwas gepfeilt, nach hinten geneigt und ohne Querbügel für die Scheinwerfer, was dem Fahrzeug ein schnittigeres Aussehen gibt. Der Wagen erreicht eine Höchstgeschwindigkeit von 130 km/h.

## Typ 320 (Baumuster W 142 II, 1937–1939)
Zusammen mit den vorher erwähnten Modellen wurden die Versionen auf dem langen Fahrgestell des Typs W 18 angeboten. Auch in diesem Falle sind die Karosserien länger und breiter als die der Vorgänger. Technisch bestand kein Unterschied zum Typ 320 n; neben dem Fahrgestell, der viertürigen Limousine und dem Cabriolet A wurden auch noch die Cabriolets B und D sowie eine Pullman-Limousine, ein Pullman-Cabriolet F, ein Roadster und eine Stromlinien-Limousine angeboten.

## Typ 320 WK (Baumuster W 142 III, 1938–1939)
Auf dem kurzen Fahrgestell wurde ein Wehrmachtskübelwagen angeboten. Die Front war im Stil des Modells W 18 mit Querbügel zur Befestigung der Scheinwerfer gehalten. Er hat vier vorn angeschlagene Türen, ein Cabrio-Verdeck und grobstollige Reifen. Dieses Modell erreicht eine Höchstgeschwindigkeit von 118 km/h.

## Typ 320 3,4-l-Motor (Baumuster W 142 IV, 1939–1942)
1938 setzte man in das Modell mit langem Fahrgestell einen größeren Sechszylindermotor mit 3405 cm³ Hubraum ein. Seine Verdichtung war von 1:6,6 auf 1:6,25 (bzw. von 1:7,25 auf 1:7,0) zurückgenommen, um mit dem weniger klopffesten Benzin aus der Kohleverflüssigung zurechtzukommen. Die Motorleistung blieb bei 78 PS (57 kW). Trotz des erhöhten Hubraums blieb die Modellbezeichnung „320“. Das Vierganggetriebe wurde mit einem zusätzlichen Schnellgang (1:0,73) versehen. Wie ihre Vorgänger erreichen die Wagen eine Höchstgeschwindigkeit von 126 km/h.

## Typ 340 WK (Baumuster W 142 IV, 1939–1940)
Der Kübelwagen Baumuster W 142 III erhielt 1939 ebenfalls den größeren Motor. Das kam in diesem Falle nicht nur in der Typenbezeichnung (340 WK) zum Ausdruck, sondern verschaffte dem Wagen auch eine geringfügige Mehrleistung. Mit 80 PS (59 kW) erreicht er dieselbe Höchstgeschwindigkeit wie sein Vorgänger. 1942 wurde die Modellreihe kriegsbedingt eingestellt.

## Technische Daten
|                                              | Typ 320 N                                                                               | Typ 320 | Typ 320 WK                                                                              | Typ 320 (3,4 l) | Typ 340 WK                                                                              |
| -------------------------------------------- | --------------------------------------------------------------------------------------- | --- | --------------------------------------------------------------------------------------- | --- | --------------------------------------------------------------------------------------- |
| Konstruktionsbezeichnung                     | W 142 I                                                                                 | W 142 II | W 142 III                                                                               | W 142 IV | W 142 IV                                                                                |
| Bauzeit                                      | 1937–1938                                                                               | 1937–1939 | 1938–1939                                                                               | 1939–1942 | 1939–1940                                                                               |
| Motor                                        |                                                                                         | |                                                                                         | |                                                                                         |
| Arbeitsverfahren                             | Viertakt-Otto                                                                           | Viertakt-Otto | Viertakt-Otto                                                                           | Viertakt-Otto | Viertakt-Otto                                                                           |
| Anordnung im Fahrzeug                        | vorn, längs; stehend                                                                    | vorn, längs; stehend | vorn, längs; stehend                                                                    | vorn, längs; stehend | vorn, längs; stehend                                                                    |
| Motor-Typ / -Baumuster                       | M 142 I                                                                                 | M 142 I | M 142 I                                                                                 | M 142 II | M 142 II                                                                                |
| Zylinderzahl / -anordnung                    | 6 / Reihe                                                                               | 6 / Reihe | 6 / Reihe                                                                               | 6 / Reihe | 6 / Reihe                                                                               |
| Bohrung × Hub                                | 82,5 × 100 mm                                                                           | 82,5 × 100 mm | 82,5 × 100 mm                                                                           | 85 × 100 mm | 85 × 100 mm                                                                             |
| Gesamthubraum                                | 3208 cm³ (nach Steuerformel 3185 cm³)                                                   | 3208 cm³ (nach Steuerformel 3185 cm³) | 3208 cm³ (nach Steuerformel 3185 cm³)                                                   | 3405 cm³ | 3405 cm³                                                                                |
| Verdichtung (ε)                              | 5,6; 6,6 oder 7,25                                                                      | 5,6; 6,6 oder 7,25 | 6,5                                                                                     | 6,25 oder 7,0 | 6,0                                                                                     |
| Leistung / bei                               | 78 PS (57 kW) bei 4000/min                                                              | 78 PS (57 kW) bei 4000/min | 78 PS (57 kW) bei 4000/min                                                              | 78 PS (57 kW) bei 4000/min | 80 PS (59 kW) bei 4000/min                                                              |
| Drehmoment / bei                             | 22,2 mkp (218 N·m) bei 1700/min                                                         | 22,2 mkp (218 N·m) bei 1700/min | 22,2 mkp (218 N·m) bei 1700/min                                                         | 22,2 mkp (218 N·m) bei 1700/min | 22,6 mkp (222 N·m) bei 1800/min                                                         |
| Ventilanordnung / -anzahl                    | 1 Einlass, 1 Auslass / seitlich stehend                                                 | 1 Einlass, 1 Auslass / seitlich stehend | 1 Einlass, 1 Auslass / seitlich stehend                                                 | 1 Einlass, 1 Auslass / seitlich stehend | 1 Einlass, 1 Auslass / seitlich stehend                                                 |
| Ventilsteuerung                              | 1 seitliche Nockenwelle                                                                 | 1 seitliche Nockenwelle | 1 seitliche Nockenwelle                                                                 | 1 seitliche Nockenwelle | 1 seitliche Nockenwelle                                                                 |
| Nockenwellenantrieb                          | über Stirnräder                                                                         | über Stirnräder | über Stirnräder                                                                         | über Stirnräder | über Stirnräder                                                                         |
| Gemischbildung                               | 1 Doppel-Fallstromvergaser Solex 32 JFF                                                 | 1 Doppel-Fallstromvergaser Solex 32 JFF | 1 Doppel-Fallstromvergaser Solex 32 JFF                                                 | 1 Doppel-Fallstromvergaser Solex 32 JFF | 1 Doppel-Fallstromvergaser Solex 32 JFF                                                 |
| Kraftstofftank: Anordnung / Fassungsvermögen | im Heck / 72 l                                                                          | im Heck / 72 l | 140 l                                                                                   | im Heck / 72 l | 140 l                                                                                   |
| Fahrwerk und Kraftübertragung                |                                                                                         | |                                                                                         | |                                                                                         |
| Rahmenausführung                             | Kasten-Pressstahl-Niederrahmen                                                          | Kasten-Pressstahl-Niederrahmen | Kastenprofil-Niederrahmen                                                               | Kasten-Pressstahl-Niederrahmen | Kastenprofil-Niederrahmen                                                               |
| Radaufhängung; vorne                         | Doppelquerlenkerachse: oberer Querlenker betätigt Schraubenfedern, unten Querblattfeder | Doppelquerlenkerachse: oberer Querlenker betätigt Schraubenfedern, unten Querblattfeder | Doppelquerlenkerachse: oberer Querlenker betätigt Schraubenfedern, unten Querblattfeder | Doppelquerlenkerachse: oberer Querlenker betätigt Schraubenfedern, unten Querblattfeder | Doppelquerlenkerachse: oberer Querlenker betätigt Schraubenfedern, unten Querblattfeder |
| Radaufhängung; hinten                        | Zweigelenk-Pendelachse mit Ausgleichsfeder                                              | Zweigelenk-Pendelachse mit Ausgleichsfeder | Zweigelenk-Pendelachse mit Ausgleichsfeder                                              | Zweigelenk-Pendelachse mit Ausgleichsfeder | Zweigelenk-Pendelachse mit Ausgleichsfeder                                              |
| Federung; vorne                              | Querblattfeder, innenliegende Schraubenfedern                                           | Querblattfeder, innenliegende Schraubenfedern | innenliegende Schraubenfedern                                                           | innenliegende Schraubenfedern | innenliegende Schraubenfedern                                                           |
| Federung; hinten                             | Doppel-Schraubenfedern                                                                  | Doppel-Schraubenfedern | Doppel-Schraubenfedern                                                                  | Doppel-Schraubenfedern | Doppel-Schraubenfedern                                                                  |
| Lenkung                                      | ZF-Roß Schraubenspindellenkung                                                          | ZF-Roß Schraubenspindellenkung | ZF-Roß Schraubenspindellenkung                                                          | ZF-Roß Schraubenspindellenkung | ZF-Roß Schraubenspindellenkung                                                          |
| Bremsanlage (Fußbremse)                      | hydraulisch, auf Vorder- und Hinterräder wirkend                                        | hydraulisch, auf Vorder- und Hinterräder wirkend | hydraulisch, auf Vorder- und Hinterräder wirkend                                        | hydraulisch, auf Vorder- und Hinterräder wirkend | hydraulisch, auf Vorder- und Hinterräder wirkend                                        |
| Feststellbremse (Handbremse)                 | mechanisch, auf Hinterräder wirkend                                                     | mechanisch, auf Hinterräder wirkend | mechanisch, auf Hinterräder wirkend                                                     | mechanisch, auf Hinterräder wirkend | mechanisch, auf Hinterräder wirkend                                                     |
| Räder                                        | Drahtspeichenräder                                                                      | Scheibenräder oder Drahtspeichenräder | Scheibenräder                                                                           | Scheibenräder oder Drahtspeichenräder | Scheibenräder                                                                           |
| Reifen                                       | 6,50-17                                                                                 | 6,50-17 (Cabriolet F: 7,00-17) | 6,50-20 Gelände                                                                         | 6,50-17 (Cabriolet F: 7,00-17) | 6,50-20 Gelände                                                                         |
| Angetriebene Räder                           | Hinterräder                                                                             | Hinterräder | Hinterräder                                                                             | Hinterräder | Hinterräder                                                                             |
| Kraftübertragung                             | Kardanwelle                                                                             | Kardanwelle | Kardanwelle                                                                             | Kardanwelle | Kardanwelle                                                                             |
| Getriebe und Fahrleistungen                  |                                                                                         | |                                                                                         | |                                                                                         |
| Getriebe (serienmäßig)                       | 4-Gang-Schaltgetriebe                                                                   | 4-Gang-Schaltgetriebe | 4-Gang-Schaltgetriebe ZF AKS-20                                                         | 4-Gang-Schaltgetriebe mit zusätzlichem Schnellgang | 4-Gang-Schaltgetriebe ZF AKS-20                                                         |
| Schaltung                                    | Schalthebel Wagenmitte                                                                  | Schalthebel Wagenmitte | Schalthebel Wagenmitte                                                                  | Schalthebel Wagenmitte | Schalthebel Wagenmitte                                                                  |
| Kupplung                                     | Einscheiben-Trockenkupplung                                                             | Einscheiben-Trockenkupplung | Einscheiben-Trockenkupplung                                                             | Einscheiben-Trockenkupplung | Einscheiben-Trockenkupplung                                                             |
| Getriebeart                                  | Zahnrad-Wechselgetriebe                                                                 | Zahnrad-Wechselgetriebe | Zahnrad-Wechselgetriebe                                                                 | Zahnrad-Wechselgetriebe | Zahnrad-Wechselgetriebe                                                                 |
| Getriebe-Übersetzung                         | I. 3,90; II. 2,16; III. 1,49; IV. 1,0                                                   | I. 3,90; II. 2,16; III. 1,49; IV. 1,0 | I. 4,0; II. 2,25; III. 1,50; IV. 1,0                                                    | I. 3,90; II. 2,16; III. 1,49; IV. 1,0; S. 0,74 | I. 4,0; II. 2,25; III. 1,50; IV. 1,0                                                    |
| Achsantriebsübersetzung                      | 4,33                                                                                    | 4,33 | 4,33                                                                                    | 4,33; mit Schnellgang: 3,18 | 4,33                                                                                    |
| Höchstgeschwindigkeit                        | 130 km/h                                                                                | 126 km/h | 118 km/h                                                                                | 126 km/h | 118 km/h                                                                                |
| Kraftstoffverbrauch                          | 17 l                                                                                    | 18 l | Straße 17 l                                                                             | 18 l | Straße 18 l                                                                             |
| Abmessungen und Gewichte                     |                                                                                         | |                                                                                         | |                                                                                         |
| Radstand                                     | 2880 mm                                                                                 | 3300 mm | 2880 mm                                                                                 | 3300 mm | 3300 mm                                                                                 |
| Spur vorne / hinten                          | 1475 / 1500 mm                                                                          | 1475 / 1500 mm | 1475 / 1494 mm                                                                          | 1475 / 1500 mm | 1475 / 1494 mm                                                                          |
| Länge                                        | 4700 mm                                                                                 | 5100–5250 mm | 4555 mm                                                                                 | 5100–5250 mm | 5265 mm                                                                                 |
| Breite                                       | 1770 mm                                                                                 | 1770–1850 mm | 1810 mm                                                                                 | 1770–1850 mm | 1810 mm                                                                                 |
| Höhe                                         | 1500 mm                                                                                 | 1520–1790 mm | 1715 mm                                                                                 | 1520–1790 mm | 1745 mm                                                                                 |
| Gewicht des Fahrgestells                     | 1250 kg                                                                                 | 1350 kg | k. A.                                                                                   | 1350 kg | k. A.                                                                                   |
| Leergewicht (Wagengewicht)                   | 1725 kg                                                                                 | 1850–1950 kg | 1710 kg                                                                                 | 1850–1950 kg | 1920 kg                                                                                 |
| Zul. Gesamtgewicht                           | 2300 kg                                                                                 | 2425–2525 kg | 2320 kg                                                                                 | 2425–2525 kg | 2520 kg                                                                                 |
| Allgemeine Daten                             |                                                                                         | |                                                                                         | |                                                                                         |
| Stückzahl                                    | insgesamt 5097 (beide Fahrgestell- und Motorvarianten)                                  | insgesamt 5097 (beide Fahrgestell- und Motorvarianten) | nicht separat dokumentiert                                                              | insgesamt 5097 (beide Fahrgestell- und Motorvarianten) | 1764                                                                                    |
| Preise                                       | Fahrgestell: 6.500 RM Cabriolet A: 11.800 RM Coupè (Dach abnehmbar): 12.300 RM          | Fahrgestell: 6.800 RM Limousine (4 Türen): 8.950 RM Pullman-Limousine: 9.800 RM Tourenwagen (6 Sitze): 9.900 RM Cabriolet B: 9.900 RM Cabriolet D: 10.400 RM Pullman-Cabriolet F: 12.500 RM Cabriolet A: 13.500 RM Roadster (2+2 Sitze, nur 1937): 13.500 RM Stromlinien-Limousine (bis 1938): 14.500 RM | –                                                                                       | Fahrgestell: 6.800 RM Limousine (4 Türen): 8.950 RM Pullman-Limousine: 9.800 RM Tourenwagen (6 Sitze): 9.900 RM Cabriolet B: 9.900 RM Cabriolet D: 10.400 RM Pullman-Cabriolet F: 12.500 RM Cabriolet A: 13.500 RM | –                                                                                       |
| Belege                                       |                                                                                         | |                                                                                         | |                                                                                         |

## Bildergalerie

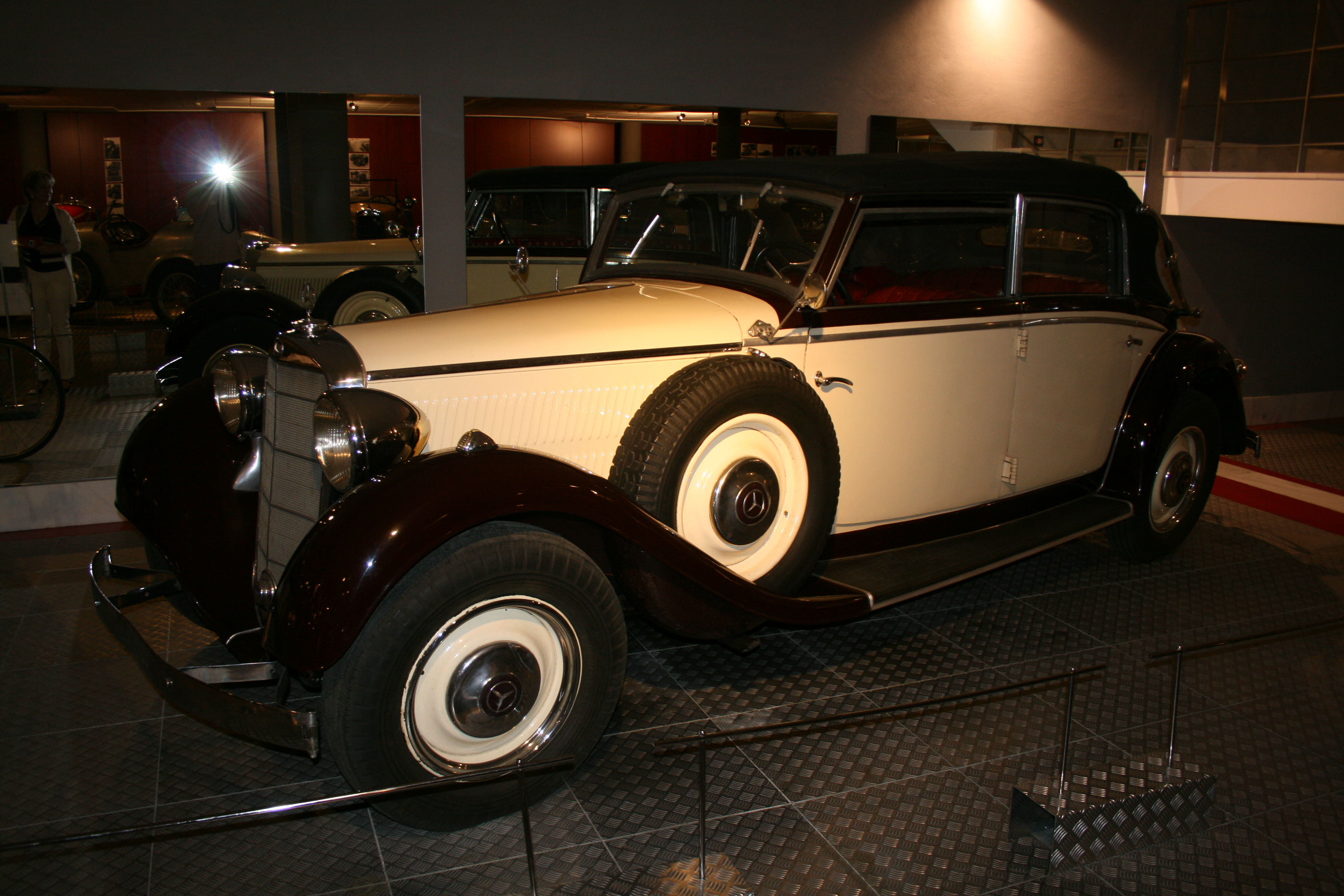
Mercedes-Benz Typ 320 Cabriolet D
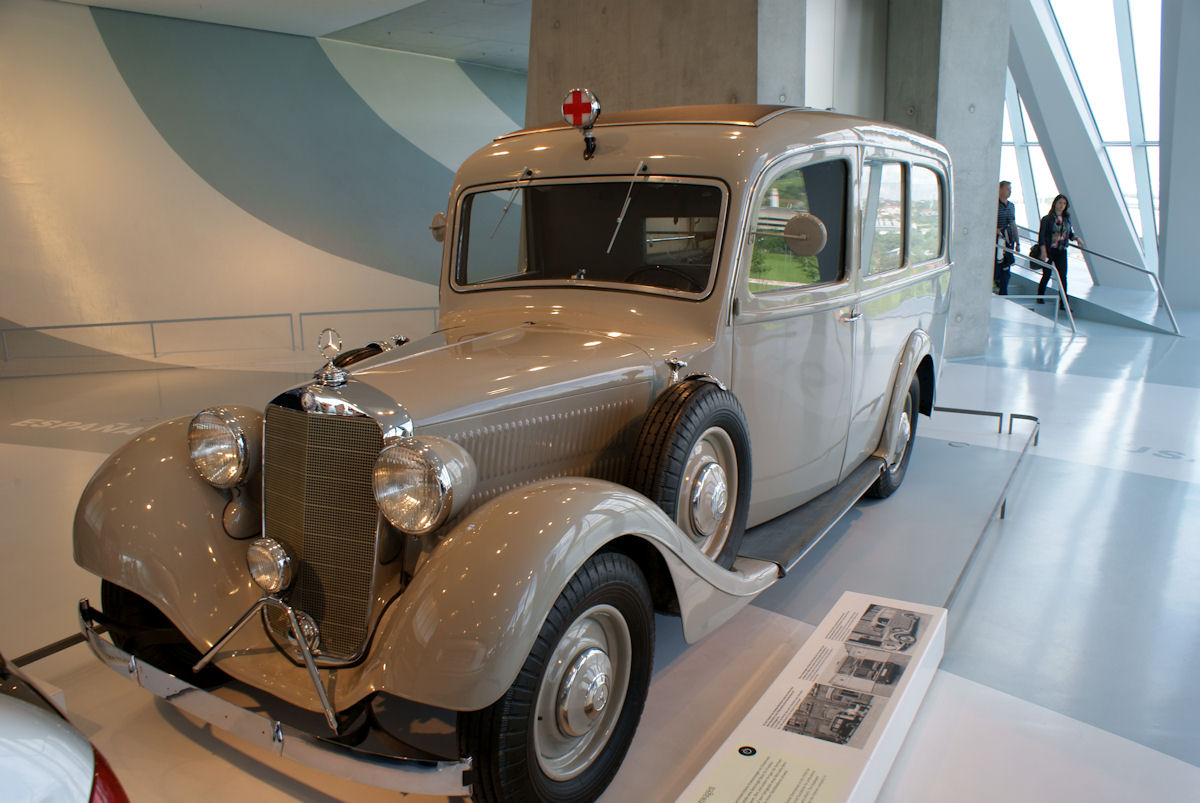
Mercedes-Benz Typ 320 Krankenwagen (1937)
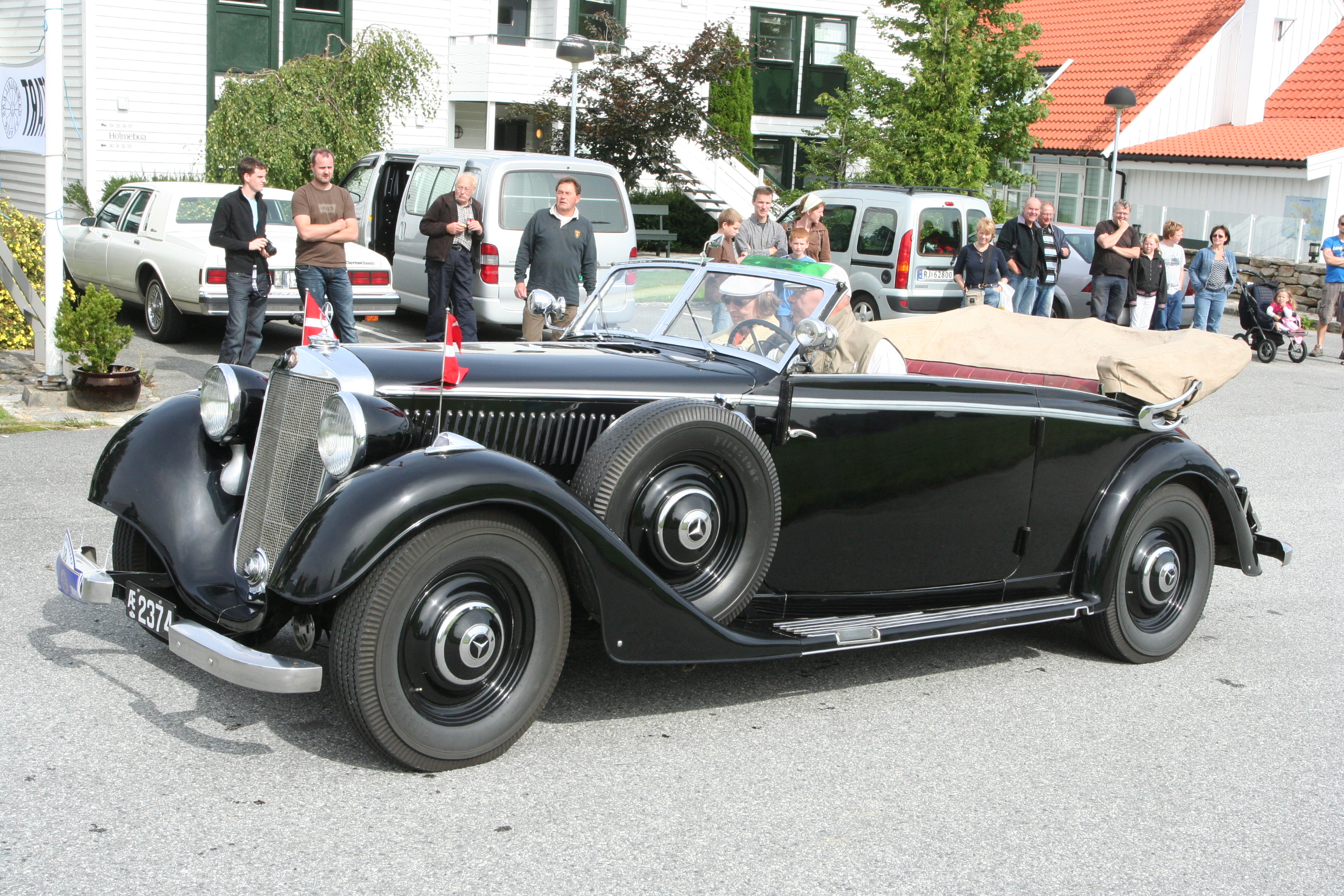
Mercedes Benz Typ 320 Cabriolet B (1938)
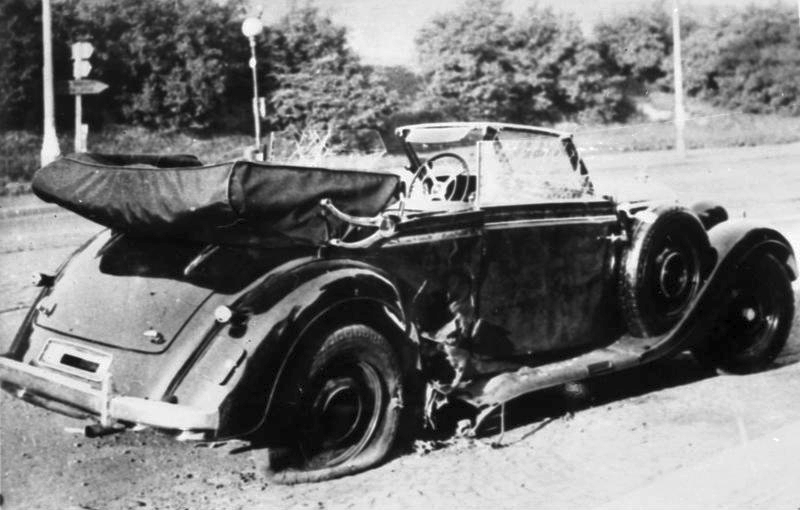
Reinhard Heydrichs W 142 nach dem  Attentat vom 27. Mai 1942